# 若泽·萨拉马戈
若泽·萨拉马戈（葡萄牙語：José Saramago，葡萄牙語：[ʒuˈzɛ ðɨ ˈso(w).zɐ sɐɾɐˈmaɣu]；1922年11月16日—2010年6月18日），葡萄牙作家，1998年诺贝尔文学奖获得者，代表作品有《修道院纪事》、《失明症漫记》、《复明症漫记》等。
1922年生於里斯本北部阿金尼亞加的小村莊，家裡務農，兩歲時隨父母到首都里斯本。高中迫放棄學業，嘗試過各種工作，做過绘图员、保险公司职员、焊机销售员和翻译，利用业余时间从事写作。1947年第一部小说《罪恶的土地》出版，成為文学杂志的编辑，有機會接觸文学界。1966年出版第一本诗集《可能的诗歌》，收诗148首，1968年成了首都各大报刊的著名专栏撰稿人，1970年出版了第二部诗集《或许是欢乐》，收诗98首。1975年，出版了第一部长篇小说《1993》，1978年出版第一个短篇集《几乎是物体》。1980年，出版第三部长篇小说《从地上站起来》。
1982年出版《修道院纪事》，取得巨大成功，榮获95年度葡语文学最高奖项卡蒙斯文學獎。1995年出版《盲目》一書，受到西方世界多方赞扬，《纽约时报书评》认为，“……既非愤世嫉俗，也非没有主见，而是……一种诚实地以智慧命名的品质。我们应该感谢它把如此宽广的世界呈献给读者。”曾獲得“西班牙騎士大獎”和法國政府授予的“文學騎士勳章”，1998年更以《盲目》一書榮獲诺贝尔文学奖的，是惟一一個獲諾貝爾獎的葡萄牙作家，获奖理由：“由于他那极富想象力、同情心和颇具反讽意味的作品，我们得以反复重温那一段难以捉摸的历史”。其作品還包括《里卡多·雷斯辭世之年》、《修道院紀事》、《里斯本圍城史》、《耶穌基督福音》、《所有的名字》。生前定居西班牙加那利群岛的兰萨罗特岛。
薩拉馬戈由於常年生病，身體機能嚴重衰竭，2010年6月18日中午，在西班牙蘭薩羅特島家中去世。

## 作品在台灣的出版
- 彼德‧席斯(Peter Sis)插畫，《未知島傳說》，台北市：雙月書屋出版、聯經總經銷，2000年。
- 秦於理/譯，《里斯本圍城史》，台北市：時報文化，2001年。
- 彭玲嫻/譯，《盲目》，台北市：時報文化，2002年。
- 史寬克/譯，《修道院紀事》，台北市：時報文化，2011年。
- 彭玲嫻/譯，《投票記》，台北市：時報文化，2022年。

## 世界各地出版
《耶稣基督福音》

《该隐》

## 政治信仰
他是无政府共产主义的支持者，也是葡萄牙共产党党员，主张葡萄牙和西班牙统一。